# Troglohyphantes konradi
Troglohyphantes de Konrad
Espèce
Troglohyphantes konradi , le Troglohyphantes de Konrad, est une espèce d'araignées aranéomorphes de la famille des Linyphiidae.

## Répartition et habitat
Cette espèce n'a pour le moment été observée qu'en Italie et en France, dans les Alpes. On la trouve dans les grottes.

## Description
Le mâle mesure environ 3,25 mm et la femelle environ 3,7 mm. Elle est totalement dépigmentée, ses yeux sont très réduits et ses pattes épineuses.

## Systématique et taxinomie
L'espèce a été décrite en 1975 par Paolo Marcello Brignoli. L'épithète spécifique, konradi, fait référence à Konrad Thaler (en), un arachnologue autrichien qui a beaucoup étudié les araignées des Alpes.

## Danger sur l'espèce
L'espèce est classée en danger critique sur la liste rouge des araignées de France métropolitaine.

## Publication originale
- (it) Paolo Marcello Brignoli, « Ragni d'Italia. XXV. Su alcuni ragni cavernicoli dell'Italia settentrionale (Araneae) », Notiziario del Circolo Speleologico Romano, no 20,‎ 1975, p. 7-39